# 揖斐城
揖斐城（いびじょう）は、美濃国揖斐郡（岐阜県揖斐郡揖斐川町）にあった中世の日本の城（山城）。標高220メートル、比高180メートルの城台山頂上に本丸があり、土岐氏の支族である揖斐氏が約200年にわたって居城とした。敷地は南北に約54メートル、東西に約14メートル。現在は城台山公園として整備されている。

## 概要
『土岐累代記』によれば土岐頼康が、また『新撰美濃志』によればその弟の土岐頼雄が1343年（康永2年）に築城したという。いずれにしても頼雄が城主となって、頼雄の末子の詮頼が揖斐氏と称して、子孫が代々後を継いだ。詮頼の曾孫の基信は惣領家の土岐政房の子・光親を養子としたが、1547年（天文16年）の斎藤道三による攻撃で落城した。その後は揖斐氏の家臣・堀池氏が居城としたが、織田信長の美濃国侵攻に伴い、稲葉良通によって城は陥落した。天正年間の半ばには良通の子・稲葉貞通が城主となっている。後に破却され、跡地には揖斐陣屋が建てられた。
また、光親の一族とみられる光就は、道三の子の義龍に与して、長井道利とともに同族の明智光安を攻め滅ぼした記録が残っている。

## 現地情報
所在地
- 岐阜県揖斐郡揖斐川町三輪

アクセス
- 揖斐川町コミュニティバス「揖斐川町」バス停下車、徒歩5分。
- 養老鉄道揖斐駅より徒歩25分。